# 神武東征

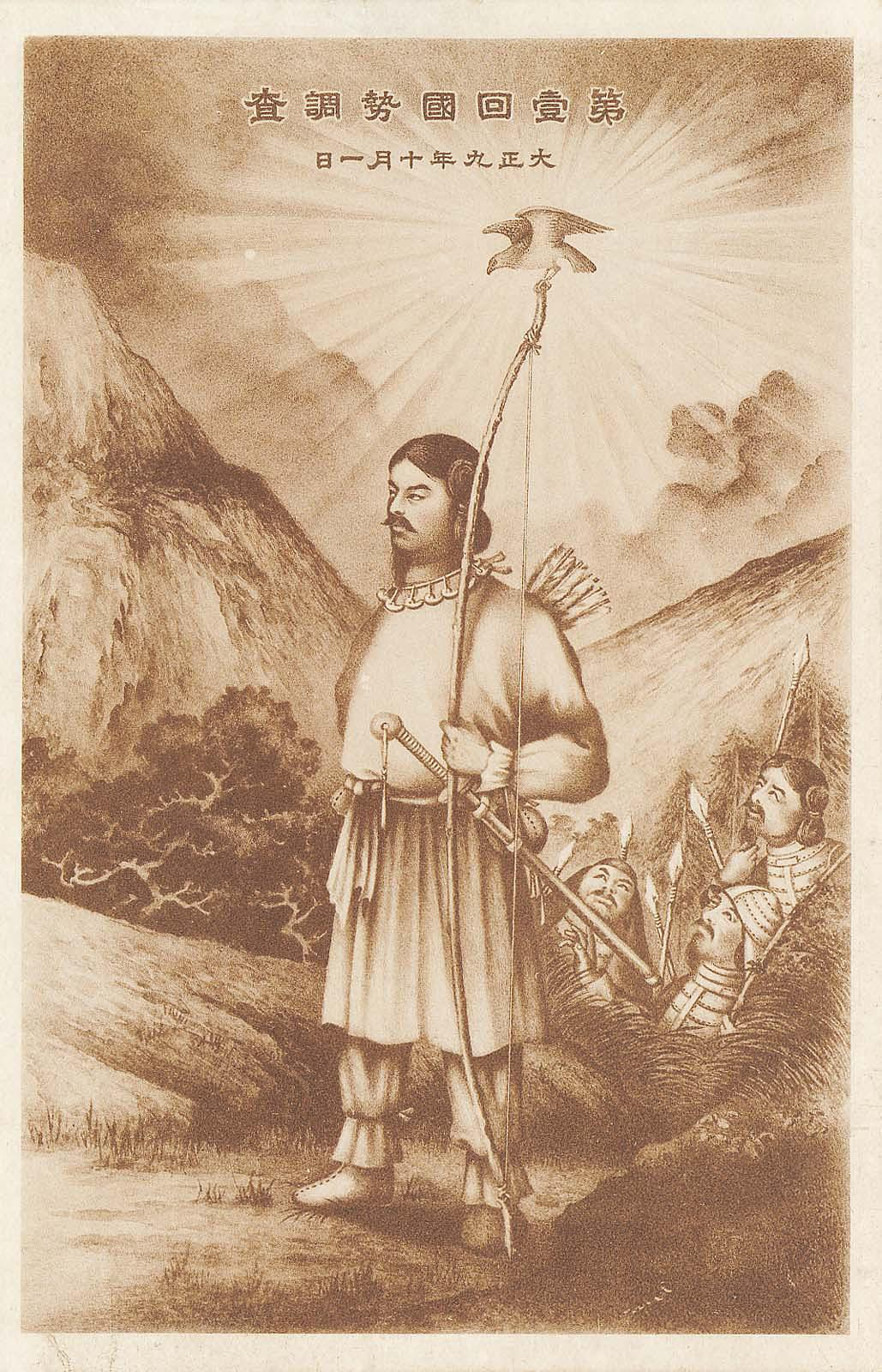
第一回国勢調査の表紙に描かれた神武天皇。1920年

神武東征（じんむとうせい）とは、磐余彦尊が日向を発ち、奈良盆地とその周辺を統治していた長髄彦を滅ぼした後に、初代天皇（神武天皇）の位についたという一連の説話をさす用語。

## 経過

### 『古事記』
神倭伊波礼毘古命（カムヤマトイワレビコ、若御毛沼命）は、兄の五瀬命（イツセ）とともに、日向（現・宮崎神宮）で、葦原中国を治めるにはどこへ行くのが適当か相談し、東へ行くことにした。彼らは、美々津を出発し筑紫へ向かい、豊国の宇沙（現・宇佐市）に着く。菟狭津彦命（ウサツヒコ）・宇沙都比売（ウサツヒメ）の二人が足一騰宮（あしひとつあがりのみや）を作って彼らに食事を差し上げた。彼らはそこから移動して、筑紫国の岡田宮で1年過ごし、さらに阿岐国の多祁理宮（たけりのみや）で7年、吉備国の高島宮で8年過ごした。速吸門で亀に乗った国津神に会い、水先案内として槁根津日子という名を与えた。
浪速国の白肩津に停泊すると、登美能那賀須泥毘古（ナガスネビコ）の軍勢が待ち構えていた。その軍勢との戦いの中で、五瀬命は那賀須泥毘古が放った矢に当たってしまった。
五瀬命は「我々は日の神の御子だから、日に向かって（東を向いて）戦うのは良くない。廻り込んで日を背にして（西を向いて）戦おう」と言った。
それで南の方へ回り込んだが、五瀬命は紀国の男之水門に着いた所で亡くなった。
神倭伊波礼毘古命が熊野まで来た時、大熊が現われてすぐに消えた。すると神倭伊波礼毘古命を始め彼が率いていた兵士たちは皆気を失ってしまった。この時、熊野の高倉下（タカクラジ）が、一振りの大刀を持って来ると、神倭伊波礼毘古命はすぐに目が覚めた。高倉下から神倭伊波礼毘古命がその大刀を受け取ると、熊野の荒ぶる神は自然に切り倒されてしまい、兵士たちは意識を回復した。
神倭伊波礼毘古命は高倉下に大刀を手に入れた経緯を尋ねた。高倉下によれば、高倉下の夢に天照大神と高木神（タカミムスビ）が現れた。二神は建御雷神を呼んで、「葦原中国は騒然としており、私の御子たちは悩んでいる。お前は葦原中国を平定させたのだから、再び天降りなさい」と命じたが、建御雷神は「平定に使った大刀を降ろしましょう」と答えた。そして高倉下に、「倉の屋根に穴を空けてそこから大刀を落とすから、天津神の御子の元に運びなさい」と言った。目が覚めて自分の倉を見ると本当に大刀があったので、こうして運んだという。その大刀は甕布都神、または布都御魂と言い、現在は石上神宮に鎮座している。
また、高木神の命令で遣わされた八咫烏の案内で、熊野から吉野の川辺を経て、さらに険しい道を行き大和の宇陀に至った。宇陀には兄宇迦斯（エウカシ）・弟宇迦斯（オトウカシ）の兄弟がいた。まず八咫烏を遣わして、神倭伊波礼毘古命に仕えるか尋ねさせたが、兄の兄宇迦斯は鳴鏑を射て追い返してしまった。兄宇迦斯は神倭伊波礼毘古命を迎え撃とうとしたが、軍勢を集められなかった。そこで、神倭伊波礼毘古命に仕えると偽って、御殿を作ってその中に押機（踏むと挟まれて、あるいは、天上や石が落ちてきて、押し潰すことで、圧死する罠）を仕掛けた。弟の弟宇迦斯は神倭伊波礼毘古命にこのことを報告した。そこで神倭伊波礼毘古命は、大伴氏（大伴連）らの祖の道臣命（ミチノオミ）と久米直らの祖の大久米命（オオクメ）を兄宇迦斯に遣わした。二神は矢をつがえて「仕えるというなら、まずお前が御殿に入って仕える様子を見せろ」と兄宇迦斯に迫り、兄宇迦斯は自分が仕掛けた罠にかかって死んだ。その後、圧死した兄宇迦斯の死体を引き出し、バラバラに切り刻んで撒いたため、その地を「宇陀の血原」という。
忍坂の地では、土雲の八十建が待ち構えていた。そこで神倭伊波礼毘古命は八十建に御馳走を与え、それぞれに刀を隠し持った調理人をつけた。そして合図とともに一斉に打ち殺した。
その後、登美毘古（ナガスネビコ）と戦った。最後に兄師木（エシキ）・弟師木（オトシキ）の兄弟と戦い、そこに邇藝速日命（ニギハヤヒ）が参上し、天津神の御子としての印の品物を差し上げて仕えた。
こうして荒ぶる神たちや多くの土雲（豪族）を服従させ、神倭伊波礼毘古命は畝火の白檮原宮で神武天皇として即位した。
その後、大物主神の子である比売多多良伊須気余理比売（ヒメタタライスケヨリヒメ）を皇后とし、日子八井命（ヒコヤイ）、神八井耳命（カムヤイミミ）、神沼河耳命（カムヌナカワミミ、後の綏靖天皇）の三柱の子を生んだ。

### 『日本書紀』

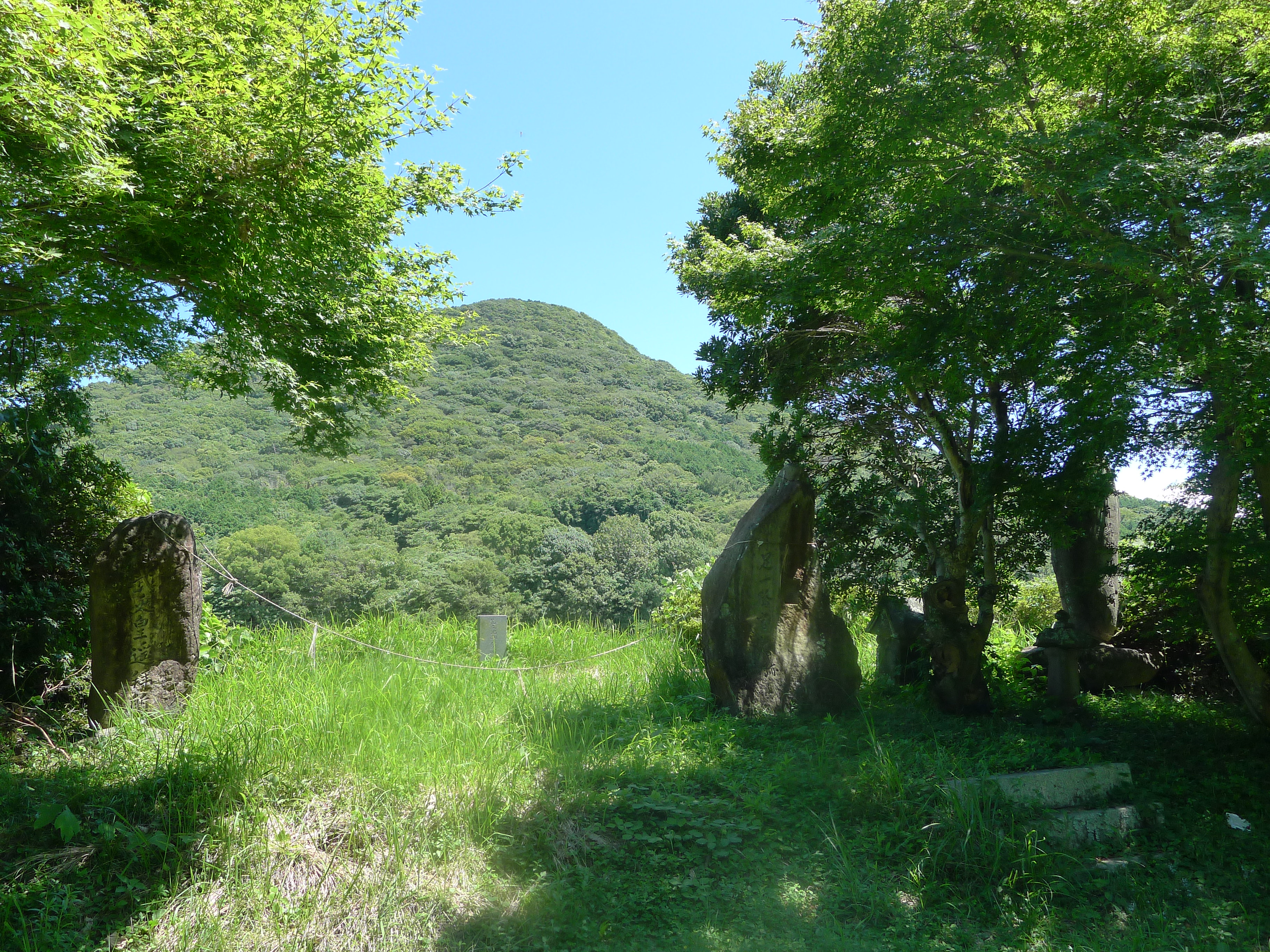
伝 一柱騰宮跡（宇佐市）

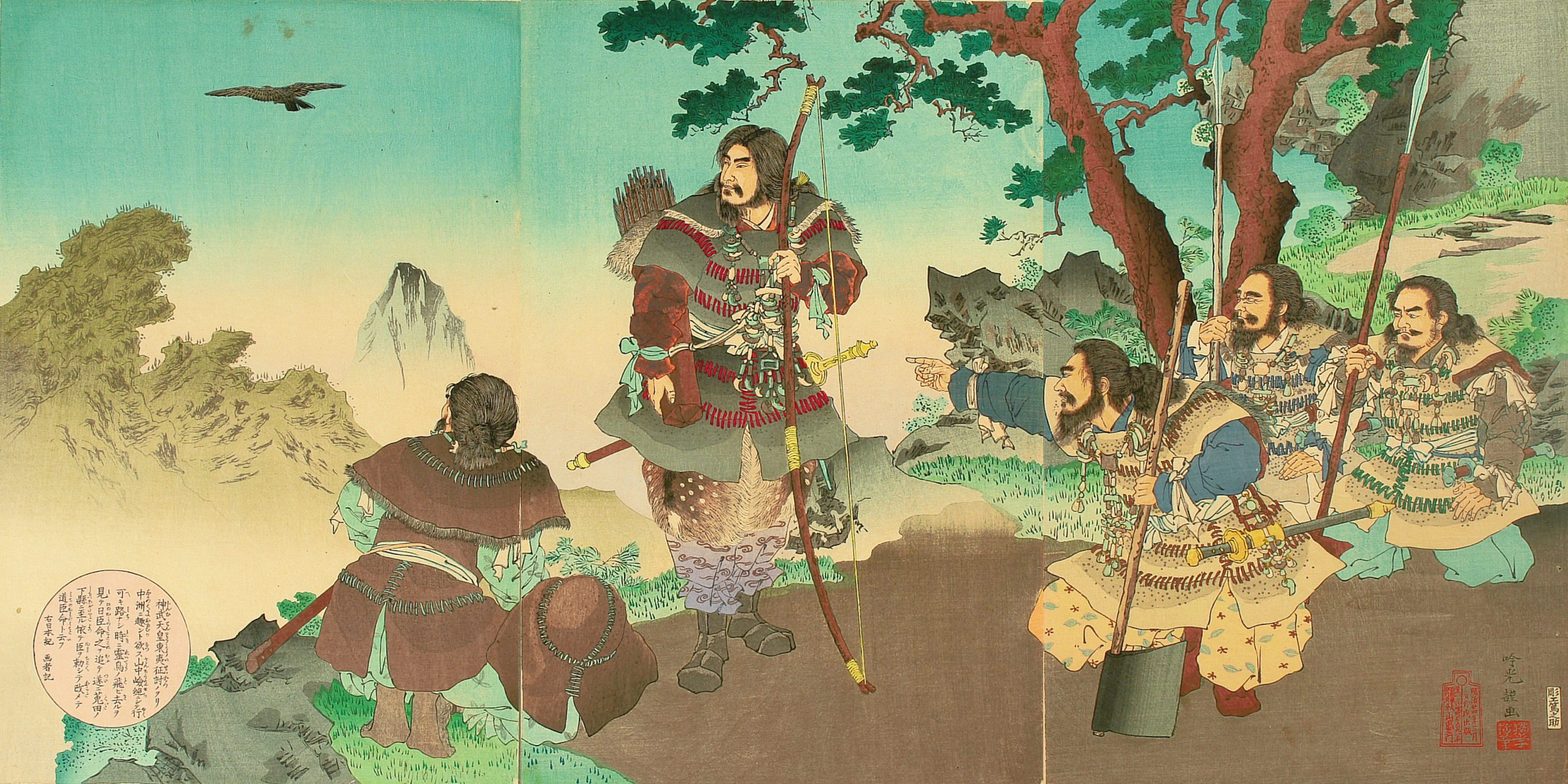
八咫烏に導かれる神武天皇（安達吟光画）

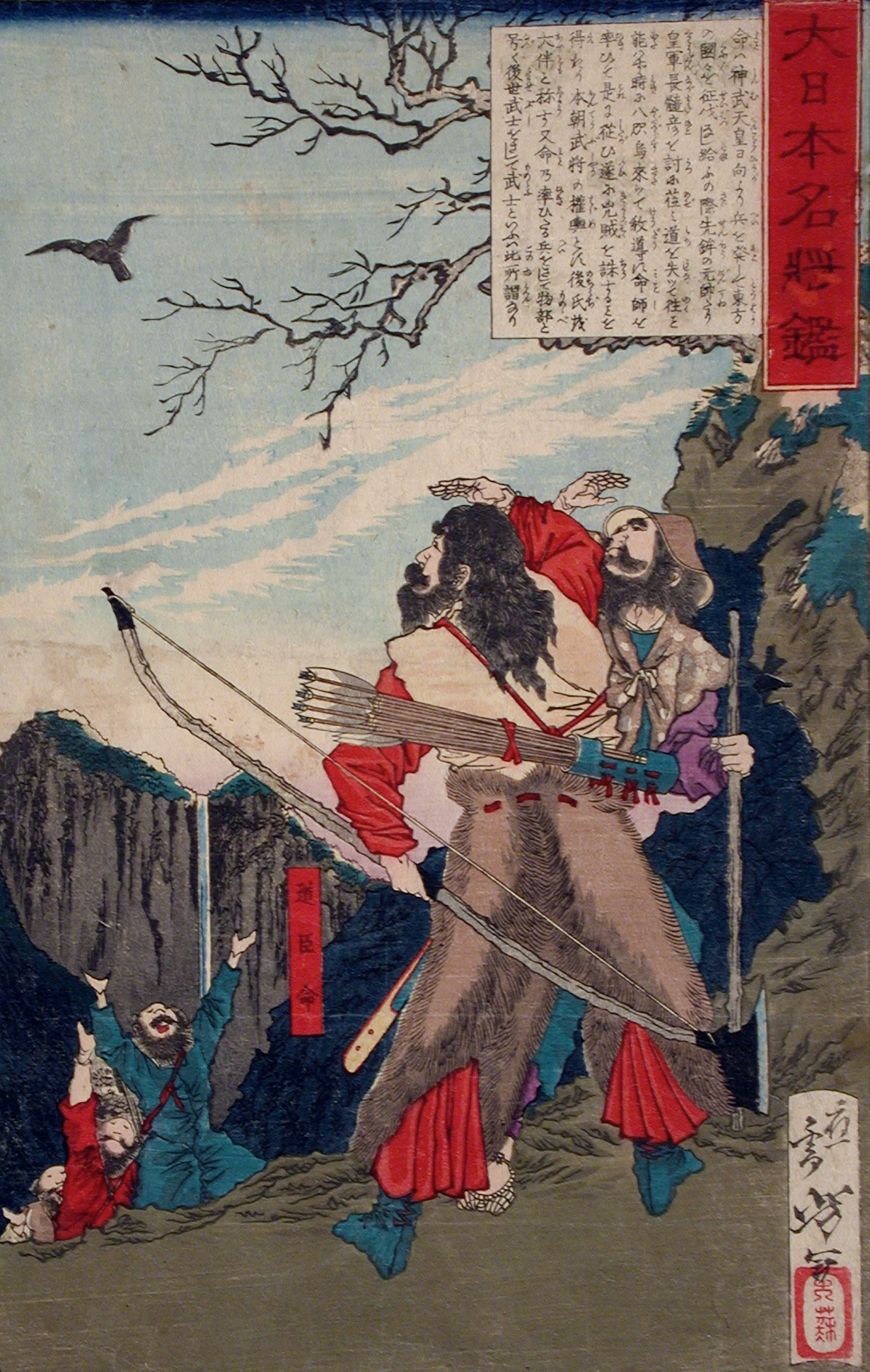
東征の先鋒として菟田に向かう道臣命、八咫烏を追う。月岡芳年筆「大日本名将鑑」より

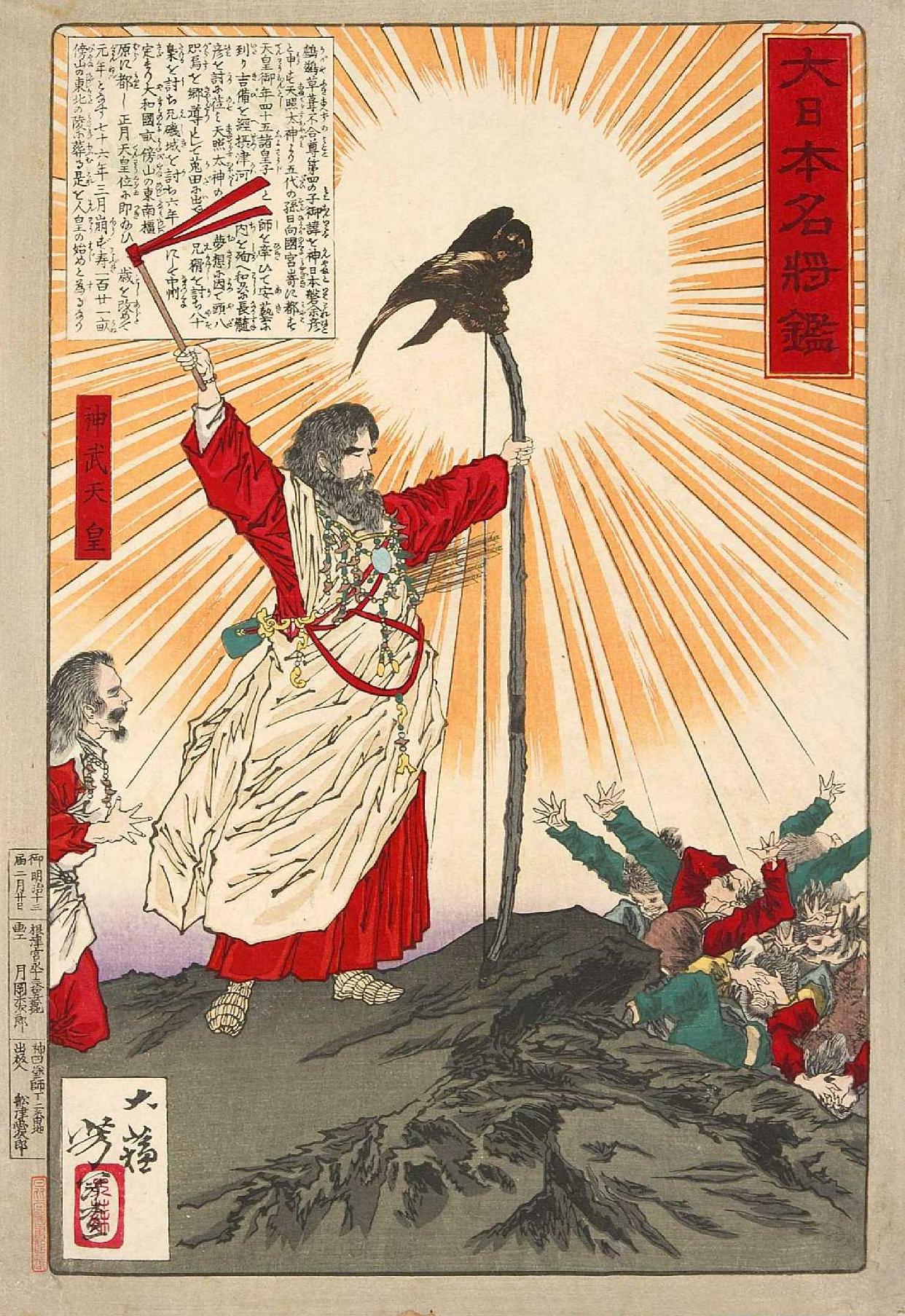
月岡芳年「大日本名将鑑」より「神武天皇」。明治時代初期の版画。

参考として『日本書紀』より換算した西暦を付記するが、文献史学的・考古学的なものではないことに注意。
甲寅年（紀元前667年）
この年、日向国にあった磐余彦尊は、
昔我が天神、高皇産霊尊・大日孁尊、此の豊葦原瑞穂国を挙げて、我が天祖彦火瓊瓊杵尊に授けたまへり。是に火瓊瓊杵尊、天関を闢き雲路を披け、仙蹕駈ひて戻止ります。是の時に運、鴻荒に属ひ、時、草昧に鍾れり。故、蒙くして正を養ひて、此の西の偏を治す。皇祖皇考、乃神乃聖にして、慶を積み暉を重ねて、多に年所を歴たり。天祖の降跡りましてより以逮、今に一百七十九万二千四百七十余歳。而るを遼邈なる地、猶未だ王沢に霑はず。遂に邑に君有り、村に長有りて、各自疆を分かちて用て相凌ぎ礫はしむ。抑又塩土老翁に聞きき。曰ひしく、「東に美き地有り、青山四に周れり。其の中に亦天磐船に乗りて飛び降る者有り」といひき。余謂ふに、彼の地は必ず以て大業を恢弘べて天の下に光宅るに足りぬべし。蓋し六合の中心か。厥の飛び降るといふ者は、是饒速日と謂ふか。何ぞ就きて都つくらざらむ。
と言って、東征に出た。
10月5日、磐余彦尊は親（みずか）ら諸皇子と舟師（水軍）を帥（ひき）いて東征に出発した。速吸の門に至った時、国神の珍彦（うずひこ）を水先案内とし、椎根津彦という名を与えた。筑紫国菟狭に至り、菟狭国造の祖菟狭津彦・菟狭津媛が造った一柱騰宮（あしひとつあがりのみや）に招かれもてなされた。この時、磐余彦尊は勅して、媛を侍臣の天種子命（中臣氏の遠祖）とめあわせた。
11月9日、筑紫国崗水門に至った。
12月27日、安芸国に至り埃宮に居る。
乙卯年（紀元前666年）
3月6日、吉備国に入り、行宮（高島宮）をつくった。高島宮には3年間滞在して、舟を備え兵糧を蓄えた。
戊午年（紀元前663年）
2月11日、難波の碕に至り、その地を浪速国と名付ける。
3月10日、河内国草香邑青雲の白肩の津に至る。
4月9日、龍田へ進軍するが道が険阻で先へ進めず、東に軍を向けて胆駒山を経て中洲（うちつくに）へ入ろうとした。この時に長髄彦という者があってその地を支配しており、軍を集めて孔舎衛坂（くさえ の さか）で磐余彦尊たちをさえぎり、戦いになった。戦いに利なく、磐余彦尊の兄五瀬命は流れ矢にあたって負傷した。磐余彦尊は日の神の子孫の自分が日に向かって（東へ）戦うことは天の意思に逆らうことだと悟り兵を返した。草香津まで退き、盾をたてて雄叫びした。このため草香津を盾津と改称した。のちには蓼津といった。磐余彦尊はそこから船を出した。
5月8日、茅渟の山城水門（やまき の みなと）に至った。ここで五瀬命の矢傷が重くなり、紀伊国の竈山にいたった時に薨じた。
6月23日、名草邑にいたり、名草戸畔という女賊を誅して、熊野の神邑を経て、再び船を出すが暴風雨に遭った。磐余彦尊の兄稲飯命と三毛入野命は陸でも海でも進軍が阻まれることに憤慨し、稲飯命は海に入って鋤持神となり、三毛入野命は常世郷に去ってしまった。磐余彦尊は息子の手研耳命とともに熊野の荒坂津に進み丹敷戸畔を誅したが、土地の神の毒気を受け軍衆は倒れた。この時、現地の住人熊野高倉下は、霊夢を見たと称して韴霊（かつて武甕槌神が所有していた剣）を磐余彦尊に献上した。剣を手にすると軍衆は起き上がり、進軍を再開した。だが、山路険絶にして苦難を極めた。この時、八咫烏があらわれて軍勢を導いた。磐余彦尊は、自らが見た霊夢の通りだと語ったという。磐余彦尊たちは八咫烏に案内されて菟田下県にいたった。
8月2日、菟田県を支配する兄猾と弟猾の二人を呼んだ。兄猾は来なかったが、弟猾は参上し、兄が磐余彦尊を暗殺しようとしていることを告げた。磐余彦尊は道臣命（大伴氏の遠祖）を送ってこれを討たせた。磐余彦尊は軽兵を率いて吉野を巡り、住人達はみな従った。
9月5日、磐余彦尊は菟田の高倉山に登ると八十梟帥や兄磯城の軍が充満しているのが見えた。磐余彦尊はにくんだ。磐余彦尊はこの夜の夢で天神より天平瓫八十枚と厳瓫をつくって天神地祇をまつるように告げられ、それを実行した。椎根津彦を老父に、弟猾を老嫗に変装させ、天の香山の巓の土を取りに行かせた。磐余彦尊はこの埴をもって八十平瓮・天手抉八十枚・厳瓮を造り、丹生の川上にて天神地祇を祭った。
10月1日、磐余彦尊は軍を発して国見丘に八十梟帥を討った。11月7日、八咫烏に遣いさせ兄磯城・弟磯城を呼んだ。弟磯城のみが参上し、兄磯城は兄倉下、弟倉下とともになおも逆らったため、椎根津彦の献策により忍坂から女軍を、墨坂から男軍を送ってこれを破り、兄磯城を斬り殺した。
12月4日、長髄彦と遂に決戦となった。連戦するが勝てず、天が曇り、雨氷（ひさめ）が降ってきた。そこへ金色の霊鵄があらわれ、磐余彦尊の弓の先にとまった。するといなびかりのようなかがやきが発し、長髄彦の軍は混乱した。このため、長髄彦の名の由来となった邑の名（長髄）を鵄の邑と改めた。今は鳥見という。長髄彦は磐余彦尊のもとに使いを送り、自分が主君としてつかえる櫛玉饒速日命（物部氏の遠祖）は天神の子で、昔天磐船に乗って天降ったのであり、天神の子が二人もいるのはおかしいから、あなたは偽物だと言った。磐余彦尊は天神の子は多いと答え、そのしるしを見せよと求めた。長髄彦は饒速日命のもっている天羽々矢などを磐余彦尊に示したが、磐余彦尊も同じしるしを示し、どちらも本物とわかった。しかし、長髄彦はそれでも戦いを止めなかったので、饒速日命は長髄彦を殺し、衆をひきいて帰順した。
己未年（紀元前662年）
2月21日、磐余彦尊は従わない新城戸畔、居勢祝、猪祝を討たせた。また高尾張邑に土蜘蛛という身体が小さく手足の長い者がいたので、葛網の罠を作って捕らえて殺した。これに因んで、この邑を葛城と称した。
3月7日以降、畝傍山の東南橿原の地に都をつくらせる。
庚申年（紀元前661年）
8月16日、事代主神の娘の媛蹈鞴五十鈴媛命を正妃とした。
辛酉年（神武天皇元年、紀元前660年）
1月1日、磐余彦尊は橿原宮に即位し（神武天皇）、正妃を皇后とした。天皇と皇后の間には、神八井耳命と神渟名川耳尊（のちの綏靖天皇）の二皇子が生まれた。なお、神渟名川耳尊の生年は神武天皇29年であるので、神八井耳命の誕生はそれ以前となる。

## 諸説
- 神話学の立場からは、 三品彰英により 高句麗の 建国神話との類似が指摘されている。

### 出発地についての諸説

#### 南九州説
- 神武東征の伝承上の出発地は「日向」である。この「日向」をのちの日向国とすれば、その地は南九州である。
- 『日本書紀』では磐余彦尊はまず菟狭（現在の大分県）に至り、そこより崗水門（現在の福岡県）を経て安芸国（現在の広島県）に移動している。すなわち、出発地（日向）→菟狭→崗水門と北方に移動したのであるから、日向は菟狭より南にあると考えられる。

#### 北部九州説
神武東征の本来の出発地は北部九州であったとする。根拠は以下の通り。
- 出発地の記載は「日向国」ではなく「日向」である。『日本書紀』では、日向国の名の由来は景行天皇の言葉であるとされているので、のちの日向国の地名は神武東征の時点では「日向」ではなかったと考えることができる。仲哀紀には日向を「膂宍の空国」、「鹿の角の如き実の無い国」と呼称するなど、日向が不毛の地であったことが窺え、古墳の築造も4世紀後半ないし5世紀に始まった事情もあり、後進地域であったことも神武出発の地とするには不自然である[1]。
- 日向は固有名詞ではなく、太陽に向かう東向き、南向きの意か美称である。
- 南九州を出発すると、日向→宇佐→関門海峡→岡（洞海湾→遠賀川）→関門海峡→安芸と、流れの速い関門海峡を二度通ることになる。
- 「筑紫の日向」は「九州の日向國」ではなく「筑紫國の日向」（福岡県に「日向」の地名がある）と解釈すべきである。たとえば邪馬台国九州説の舞台の範囲でも、伊都国があった福岡県糸島市と奴国があった福岡市の間には日向峠（ひなたとうげ）があり、そこには二級河川の日向川（ひなたがわ）が流れている。福岡県朝倉市には日向石という地名があり、福岡県八女市の矢部川流域には日向神という地名がある。また糸島市周辺には記紀とは異なる日向三代の神話があり、平原遺跡からは原田大六によって八咫鏡に比定される大型内行花文鏡が出土している[2]。
- 『古事記』では天孫降臨で日向の高千穂を、「韓国（からくに・朝鮮半島南部の国家）に向かい笠沙の岬の反対側」としている。

### 熊野大迂回への疑問
『日本書紀』では神武天皇による紀伊名草邑から熊野への大迂回が記される。
- 鳥越憲三郎は著書『大いなる邪馬台国』（講談社、1975年）において、古代の舟で熊野灘へ迂回したとは常識的に考えられず、この記事を後世の地名に影響されて脚色されたものと唱えた。丹敷の地名も万葉仮名では「ニフ」と読むべきで、丹敷戸畔のいた丹敷浦を丹生川の合流地域であるとしており、そこには丹生都比売神社（ニフツヒメ）があることを指摘している。このことから、古くは紀ノ川上流を熊野と称していたと見て、それが後の紀伊半島全体を熊野と称するようになったことしている。また、紀ノ川を遡上すると容易く大和南部に達することや、紀ノ川が古代の交通路であったことに注目して、神武行軍の紀ノ川遡上説を主張している。
- 小説家の邦光史郎は著書『消えた銅鐸族～ここまで明らかになった古代史の謎～』（光文社、1986年）で、古くから熊野灘が航海の難所であり大阪湾から熊野灘を乗り切って東へ行く航路が開けたのが元禄になってからであることや、熊野山中から吉野への抜ける陸路も伯母峰峠が難所であることから、この迂回行動を東征経路で最も不合理な記述であると評価している。

### 東征否定説
- 西谷正は、北部九州が近畿を征服したとは考えにくいとする。主な理由として、近畿の方が石器の消滅が早く、鉄器の本格的な普及が早いとする。方形周溝墓は近畿から九州へも移動するが、九州の墓制（支石墓など）は近畿には普及していないなど。しかし実際には鉄鏃は魏志倭人伝の邪馬台国に存在したとされ実際にも北九州から多数出土しているが、畿内では３世紀ごろの鉄鏃は殆ど出土していないことから、この説は根拠が乏しい[3]。
- 邪馬台国の時代の庄内式土器の移動に関する研究から、近畿や吉備の人々の九州への移動は確認できるが、逆にこの時期（3世紀）の九州の土器が近畿および吉備に移動した例はなく、邪馬台国の時代の九州から近畿への集団移住は可能性が低い[4]。しかし、神武東征が魏志倭人伝に見える邪馬台国の時代の出来事であるとは限らないし、肯定説の全てが国家規模での東遷ではないことに留意される。
- 原島礼二は、大和朝廷の南九州支配は、推古朝から記紀の完成にかけての時期に本格化したと想定され、608年の隋の琉球侵攻に対して、琉球と隣接する南九州の領土権をヤマト王権が主張する為に説話が形成されたとするが、この説を基づく根拠はない[5]。

#### 水銀確保のための東征説
上垣外憲一は、近畿から四国にかけての水銀鉱脈を調べた松田壽男の『丹生の研究 歴史地理学から見た日本の水銀』（早稲田大学出版部）を参考に、神武東征が、水銀朱といった資源が枯渇した一族が経済基盤を求めて、紀ノ川筋の水銀鉱山を押さえ、宇陀の大和鉱山（現在操業停止）に侵入し、大和王権を3世紀後半に確立したものとする。また、崇神天皇の時期に伊勢が大和王権にとって重要になるのも伊勢水銀鉱山（丹生鉱山）ゆえとし、古墳初期において王とは水銀資源を掌握した存在と定義している。

## 史跡
- 皇宮神社 - 皇軍発祥之地碑
- 立磐神社 - 日本海軍発祥之地碑

## 関連事項
- 日本の合戦一覧
- 日本が関与した戦争一覧
- 起きよ祭り
- 海道東征- 北原白秋詩、信時潔曲の交声曲
- 橿原神宮
- 日本国の建国